# Emerald Mine
Emerald Mine ist eine Serie von Computerspielen für die Heimcomputer Amiga und C64.

## Emerald Mine
In Emerald Mine muss der Spieler in einem Labyrinth eine Mindestzahl Edelsteine einsammeln und das dann geöffnete Tor erreichen. Edelsteine, Steine und Tropfen sind dabei einer vertikalen Gravitation unterworfen. Weiterhin existieren Elemente, die die Bewegung des Spielers lenken, wie verschiedene Mauertypen sowie mehrere Arten Feinde, darunter auch spielerverfolgende. An sonstigen Elementen sind noch das Dynamit erwähnenswert, das der Spieler an einem beliebigen Platz zur Explosion bringen kann, und die Türen, für deren Passieren er den passenden Schlüssel vorher einsammeln muss. Es ist somit ein erweiterter Boulder-Dash-Klon. Das Lösen eines Levels schaltet den nächsten Level frei, und es gibt eine separate Bestenliste für jeden Level. Im Zweispielermodus spielen beide Spieler im selben Labyrinthausschnitt, und alle 4 Levels gibt es einen Zweispielerlevel, der speziell für Spielerkooperation entworfen ist. Das Spiel besteht aus 80 Einspielerlevels, von denen 60 auch im Zweispielermodus verwendet werden, und aus 20 Levels extra für den Zweispielermodus.

### Rezeption
„Wenn Ihr gut programmierte, knifflige Spiele mögt, dann ist Emerald Mine genau das Richtige für Euch.“

„Wer das Boulder-Dash-Spielprinzip mochte, wird auch dem Charme von Emerald Mine erliegen, zumal hier einige neue Ideen hinzugekommen sind.
Emerald Mine hat nicht nur wesentlich mehr Levels als Boulder Dash, sondern sorgt auch für raschere Erfolgserlebnisse.“

„[Bei den hier aufgeführten Spielen] wird eine überdurchschnittliche Grafik und hervorragender Sound geboten.
Obwohl "Emerald Mine" erstaunlich preiswert ist, bietet es durch die vielen Level und die witzigen Sounds eine Menge Spielspaß. Besonders interessant ist es, das Spiel mit zwei Joysticks und Spielern anzugehen, die sich dann beide gleichzeitig auf dem Bildschirm an schwierigen Aufgaben versuchen können.“

„I'm addicted. My children love Emerald Mine. Even my jaded friends are hooked. If you want a game you will not quickly tire of, dig in.“

„Was zählt ist der Spielspaß [...]
Keiner bietet eine so gute Steuerung und so einfallsreich gestaltete Level [...]“

## Emerald Mine 2
1988 veröffentlichte Kingsoft Emerald Mine 2 mit 100 neuen Levels. Beigelegt war ein Leveleditor, der in der Folge die Erschaffung mehrerer tausend Levels durch Spieler anstieß.

### Rezeption
„Denn die neuen Levels von Emerald Mine II sind genausogut durchdacht und verzwickt wie schon beim ersten Teil.
Wem die 100 Schatzkammern nicht reichen, kann sich ja mit dem Editor, der übrigens kinderleicht zu bedienen ist, neue machen.“

## Emerald Mine 3 Professional
1990 veröffentlichte Kingsoft eine Auswahl der durch Spieler geschaffenen Level.

### Rezeption
„[Der dritte Teil] ist mir zu lieblos zusammengeschustert. Keine Frage, Spielprinzip und Spielelemente sind nach wie vor fein ausgedacht, nur hätte man die daraufliegende Staubschicht entfernen sollen.“

„An Grafik und Sound hat sich [...] nichts geändert, alle technischen Details wie Animation und Scrolling wirken mittlerweile schon reichlich überholt. Dennoch werden hartnäckige Emerald-Mine-Fans ganz gut bedient, und Newcomern kann die "Vorgeschichte" eigentlich egal sein.“

## Emerald Mines CD
1994 veröffentlichte Almathera eine Sammlung von 14.160 Levels (177 zu je 80) auf CD, die größtenteils von Fans erstellt worden waren. Da auf dem Amiga CD32 in der Grundkonfiguration kaum nichtflüchtiger Speicherplatz zur Verfügung stand und somit der Spielfortschritt nicht gespeichert werden konnte, wurde der Spielmodus dahin gehend geändert, dass jedes achte Level einer Sammlung anwählbar war.

### Rezeption
„Dieser Boulder-Dash-Clone wartet nicht mit spektakulären Grafiken auf, allerdings dürften das süchtig machende Spielprinzip und über 10.000 Levels monatelangen Spielspaß garantieren.“

„[Die Spielelemente] sind derart reichhaltig und variantenreich vertreten, daß Abwechslung hier wirklich ganz groß geschrieben wird. [...] Wir haben es hier also eher mit einer CD für Fans zu tun [...]“

## Sonstiges
Emerald Mine wurde auf dem Amiga bekannt, weil es dort das erste vielseitige Labyrinthsammelspiel war, und wegen seiner damals hervorragenden Präsentation. Es gründete sich der Emerald-Mine-Club in Holland (der mittlerweile nicht mehr existiert), der auch Erweiterungen von Emerald Mine vornahm. Weiterhin integriert das Freeware-Spiel Rocks'n'Diamonds die Emerald-Mine-Levels in seine Spielesammlung und stellt auch eine extra Engine für die möglichst korrekte Emulation bereit.